# Patricia Neway
Patricia Neway (New York, 30 settembre 1919 – Corinth, 24 gennaio 2012) è stata un'attrice e soprano statunitense.

## Biografia
Dopo gli studi al Staten Island frequenta il conservatorio del The New School, nell'aprile 1944 canta nella prima assoluta di The Mystic Trumpeter di Norman Dello Joio a Manhattan, nel 1946 Fiordiligi in Così fan tutte nella Contea di Chautauqua (New York) e nel 1948 Female Chorus in The Rape of Lucretia con Giorgio Tozzi e Kitty Carlisle per il Broadway theatre.
Nel 1950 è Magda Sorel nel successo dell'anteprima di Il console con Cornell MacNeil a Filadelfia e nel successo della prima assoluta a Broadway con MacNeil, nel 1951 a Cambridge diretta da Thomas Schippers con MacNeil e nel 1952 al Théâtre des Champs-Élysées di Parigi diretta da Schippers.
Nel 1953 è la protagonista di Tosca (opera) all'Opéra-Comique di Parigi.
Nel 1958 è la madre di Donato nella prima assoluta di Maria Golovin di Gian Carlo Menotti diretta dal compositore a Bruxelles e nella prima a New York.
Nel 1959 è Isabella Linton in Wuthering Heights di Carlisle Floyd nel New York City Center per la New York City Opera e Geraldine nella prima assoluta in concerto di A Hand of Bridge di Samuel Barber al Waldorf-Astoria Hotel ed in quella scenica al Teatro Caio Melisso di Spoleto per il Festival dei Due Mondi.	 	
Ha lavorato in diversi classici del teatro musicale, tra cui The King and I, Carousel e Tutti insieme appassionatamente, per cui ha vinto il Tony Award alla miglior attrice non protagonista in un musical nel 1960.

## Discografia
- Floyd: the Sojourner and Mollie Sinclair - Norman Treigle/Patricia Neway, VAI
- Gluck: Iphigénie en Tauride - Patricia Neway/Léopold Simoneau/Pierre Mollet/Robert Massard/Orchestre de la Société des Concerts du Conservatoire/Carlo Maria Giulini, Profil
- Menotti: The Consul - Chester Ludgin/Patricia Neway/Werner Turkanowsky, The Estate of Jean Darymple
- Menotti: The Consul - Lehman Engel/Patricia Neway, Heristal
- Rodgers: The Sound of Music - Broadway/Mary Martin/Theodore Bikel/Patricia Neway/Kurt Kasznar, 1959 Copyright/FourMatt/Bringins/Burning Fire/MD Music Company/Sony BMG